# Soendaboszanger
De soendaboszanger (Phylloscopus grammiceps synoniem: Seicercus grammiceps) is een zangvogel uit de familie Phylloscopidae.

## Verspreiding en leefgebied
Deze soort telt twee ondersoorten:
- P. g. sumatrensis: Sumatra.
- P. g. grammiceps: Java en Bali.